# Pontiac Silverdome
El Pontiac Silverdome va ser un estadi de futbol americà i de futbol situat a Pontiac, ciutat que forma part de l'àrea metropolitana de Detroit, la ciutat més gran de l'estat de Michigan, Estats Units. La seva direcció és 1200 Featherstone Road Pontiac, MI 48342.
L'estadi va ser la seu dels Detroit Lions de la National Football League des de 1975 fins a 2001, dels Detroit Pistons de la National Basketball Association des de 1978 fins a 1988, i del Detroit Express de la NASL des de 1978 fins a 1980.
El 29 de gener de 1988, els Detroit Pistons van rebre els Boston Celtics en el Pontiac Silverdome davant de 61.983 espectadors, la segona major convocatòria de la història de l'NBA.
Va ser la seu de l'espectacle de lluita lliure professional World Wrestling Entertainment WrestleMania 3.
També va ser una de les seus del Mundial de futbol de 1994.

## Partits delMundial de futbol de 1994
- Partit: Estats Units VS Suïssa
  - Resultat: 1-1
  - Data: 18 de juny de 1994
  - Assistència: 73.425 espectadors

- Partit: Suïssa VS Romania
  - Resultat: 4-1
  - Data: 22 de juny de 1994
  - Assistència: 61.428 espectadors

- Partit: Suècia VS Brasil
  - Resultat: 1-1
  - Data: 28 de juny de 1994
  - Assistència: 77.217 espectadors

- Partit: Rússia VS Suècia
  - Resultat: 1-3
  - Data: 24 de juny de 1994
  - Assistència: 71.528 espectadors